# Музыкальная школа имени Станковича
Музыкальная школа им. Станковича  в Белграде (серб. Музичка школа „Станковић” Београд), основана в 1911 году, под покровительством короля Петра I, в качестве музыкально-педагогического учреждения. Одно из самых старых образовательных учреждений г. Белграда. Во время создания она работала в составе Певческого общества им. Станковича. Школа была названа именем сербского композитора, хормейстера и пианиста, Корнелия Станковича, который первым внедрил основные записи гармонии сербских народных и духовных композиций.
Музыкальная школа им. Станковича является одним из учреждений, заложивших фундаменты сербской музыкальной культуры. Вплоть до начала Второй мировой войны, когда была создана Музыкальная академия в Белграде, данная школа, вместе с Музыкальной школой им. Мокраняца, представляла собой единственный источник всех музыкальных кадров — композиторов, музыкантов, музыковедов, педагогов, занимающихся своим делом не только в Белграде и Сербии, но и в других местах. Через эту школу прошли в качестве учеников, преподавателей либо директоров большая часть тех, кто являлся либо является остовом сербской музыкальной культуры, деятели всех видов музыкального творчества. Концертная жизнь, опера, камерный ансамбль, филармония, другие музыкальные школы, Музыкальная академия – все это так или иначе проистекло из деятельности и развития Музыкальной школа им. Станковича.
Многие признанные сегодня музыканты являются воспитанниками этой школы, а также в ней преподавали выдающиеся педагоги и музыкальные эксперты, такие как Мери Жежель, супруги Бинички, Жарко Цвеич, Воислава Вукович-Терзич, Александр Живанович, Александр Пандурович и другие известные музыкальные педагоги. Данное учреждение всегда выделялось высоким уровнем подготовки своих выпускников и квалификацией преподавательского состава, о чем свидетельствуют многочисленные премии и награды. Музыкальная школа им. Станковича расположена по адресу Улица князя Милоша дом 1а, однако учебный процесс в данном здании невозможен, поскольку десять лет назад была снесена его часть. При этом было обещано построить новое здание для нужд учебного заведения. К сожалению, данное обязательство до сих пор не выполнено, и одно из старейших и наиболее уважаемых музыкальных учреждений Белграда работает в сложных условиях. Несмотря на это, школа продолжает показывать высокие результаты, а её ученики продолжают сохранять высокий рейтинг школы им. Станковича.

## История
Первым директором школы был Станислав Бинички. В то время в школе преподавали фортепиано, сольное пение, скрипку, сольфеджио и теорию музыки. Хинко Маржинац, ставший директором в 1921 году, ввел новые дисциплины, а Петр Крстич, вступивший в должность директора в 1923 году, основал преподавательский отдел. Большие перемены произошли в 1925 году, когда новый директор Петр Стоянович основал оперно-драматический отдел, камерный класс, школу хорового пения, оркестр учеников и вечерние курсы для взрослых. Эмиль Хаек, новый директор с 1929, поднял уровень школы до консерватории. За десять лет с 1937 по 1947, Миленко Живкович вносил изменения и расширял учебную программу, создав отделение школы в  Земуне, который в настоящее время является Музыкальной школой им. Косты Манойловича. После Второй мировой войны, с 1947, школа стала государственным учреждением, получив ранг средней музыкальной школы.

## Директора́
| Директора́           | от   | до   |
| ------------------- | ---- | ---- |
| Станислав Бинички   | 1911 | 1921 |
| Хинко Маржинац      | 1921 | 1923 |
| Петр Крстич         | 1923 | 1925 |
| Петр Стоянович      | 1925 | 1929 |
| Эмиль Хаек          | 1929 | 1935 |
| Михаило Вукдрагович | 1935 | 1937 |
| Миленко Живкович    | 1937 | 1947 |
| Божидар Трудич      | 1947 | 1951 |
| Властимир Плештич   | 1951 | 1960 |
| Бранко Цвеич        | 1960 | 1974 |
| Йован Джорджевич    | 1974 | 1979 |
| Боян Брун           | 1979 | 1987 |
| Миодраг Сретенович  | 1987 | 2006 |
| Обрад Неделькович   | 2006 |      |

## Архитектура здания
Первоначальное здание было построено в 1890-е годы в виде одноэтажного жилого дома, потом для целей размещения музыкальной школы и певческого общества имени Станковича были надстроены два этажа в 1914 году по проекту архитектора Петра Баяловича. Здание было возведено в стиле академизма, разделённое на три горизонтальных яруса, первый этаж обработан рустиком, зоны второго и третьего этажей имеют выступающие части (эркеры) посередине и чердачную зону. Кроме того, имеются некоторые декоративные элементы стиля модерн. Оконные проёмы третьего этажа выполнены аркообразными, с подчёркнутыми архивольтами. По центру кровельного ограждения с балюстрадой находится аттик в форме уменьшенной модели храма, символически направляя внимание на это здание, как на «храм музыки», во внутреннем поле которого находится надпись «Дом и школа певческого общества им. Станковича», и над ним, на тимпане указан год строительства, 1913.
Над входом в здание установлен рельеф «Старик с гуслями и мальчик» с характеристиками стиля модерн. На парапетах, нетипичных полях между окнами второго и третьего этажей, находятся также рельефные портреты композиторов Корнелия Станковича, Даворина Енко и председателя певческого общества имени Станковича, Живоина Симича.
Самым большим помещением здания является концертный зал с галереей, с профилированием и стукко декорацией в стиле модерн.
Из-за своего культурно-исторического и архитектурно-градостроительного значения здание Музыкальной школы имени Станковича признано объектом культурного наследия — памятником культуры.

## Внешние ссылки
- Сайт школы
- Страница школы в социальной сети «Facebook»